# Russell Bowie
Russell George Alexander Bowie, född 24 augusti 1880 i Montréal, död 8 april 1959 i Montréal, var en kanadensisk ishockeyspelare på amatörnivå aktiv åren 1899–1909.

## Karriär
Russell Bowie spelade tolv säsonger för Montreal Victorias i Canadian Amateur Hockey League, Eastern Canada Amateur Hockey Association och Inter-Provincial Amateur Hockey Union åren 1898–1910. Bowie var en målfarlig centerforward och gjorde flest mål i respektive liga 1901, 1903, 1904, 1905 och 1908. 1899 var han med och vann Stanley Cup med Montreal Victorias sedan Winnipeg Victorias besegrats över två matcher med siffrorna 2-1 och 3-2.
Bowie förblev amatörspelare under övergångsperioden till professionell ishockey under 1900-talets första årtionde, detta trots att Montreal Wanderers försökte värva den musikälskande anfallsspelaren med hjälp av ett piano. Efter spelarkarriären agerade Bowie under flera år som ishockeydomare.
Bowie valdes in i Hockey Hall of Fame 1947.

## Statistik
CAHL = Canadian Amateur Hockey League, ECAHA = Eastern Canada Amateur Hockey Association, IPAHU = Inter-Provincial Amateur Hockey Union
| 1899         | Montreal Victorias | CAHL         | 7  | 11  | – | 11  | —  | – | – | – | – | — |
|              |                    | Stanley Cup  | –  | –   | – | –   | —  | 2 | 1 | – | 1 | — |
| 1900         | Montreal Victorias | CAHL         | 7  | 15  | – | 15  | —  | — | — | — | — | — |
| 1901         | Montreal Victorias | CAHL         | 7  | 24  | – | 24  | —  | — | — | — | — | — |
| 1902         | Montreal Victorias | CAHL         | 7  | 13  | – | 13  | —  | — | — | — | — | — |
| 1903         | Montreal Victorias | CAHL         | 7  | 22  | – | 22  | —  | 2 | 0 | – | 0 | 3 |
| 1904         | Montreal Victorias | CAHL         | 8  | 27  | – | 27  | —  | — | — | — | — | — |
| 1905         | Montreal Victorias | CAHL         | 8  | 27  | – | 27  | —  | — | — | — | — | — |
| 1906         | Montreal Victorias | ECAHA        | 9  | 30  | – | 30  | 8  | — | — | — | — | — |
| 1907         | Montreal Victorias | ECAHA        | 10 | 39  | – | 39  | 13 | — | — | — | — | — |
| 1907–08      | Montreal Victorias | ECAHA        | 10 | 31  | – | 31  | 19 | – | – | – | – | – |
| 1908–09      | Montreal Victorias | IPAHU        | 5  | 21  | – | 21  | 19 | — | — | — | — | — |
| 1909–10      | Montreal Victorias | IPAHU        | 3  | 6   | – | 6   | —  | 2 | 5 | – | 5 | 8 |
| CAHL totalt  | CAHL totalt        | CAHL totalt  | 51 | 139 | – | 139 | —  | 2 | 0 | – | 0 | 3 |
| ECAHA totalt | ECAHA totalt       | ECAHA totalt | 29 | 100 | – | 100 | 40 | — | — | — | — | — |